# Frontières du Cambodge

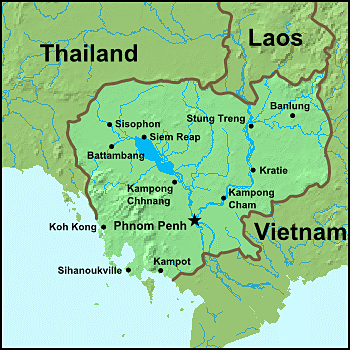
Carte du Cambodge.

Les frontières du Cambodge sont directement issues de celles que Norodom Sihanouk avait demandé aux puissances internationales de reconnaître à la fin des années 1960 et qui ont été confirmées par la constitution de 1993.

## Historique
Jusqu’au milieu du XIXe siècle, la plupart des États de la région n’avaient pas de limites fixées. L’empire khmer s’étendait – et se restreignait – aux territoires où vivaient des Khmers  et des peuplades qui faisaient allégeance aux souverains d’Angkor puis d’Oudong. Cette idée se retrouve dans l’histoire récente quand les troupes du Việt Minh et du Việt Cộng utilisent pour la piste Hô Chi Minh des zones faiblement peuplées, de surcroît par des minorités ethniques, et de ce fait pas considérées comme « totalement » khmères, ou, à la fin des années 1970, quand les troupes du Kampuchéa démocratique ont pour mission d’investir le sud du Viêt Nam et de progresser tant que poussent des palmiers à sucre, symboles du mode de vie à la khmère. Les frontières ont en fait été déterminées par les Français ; avec le Laos et le Viêt Nam, il ne s’agissait au départ que de simple limites administratives, les trois pays concernés étant alors tous gérés depuis Paris. Pour la Thaïlande, il s’agissait d’une série de traités établis entre le royaume siamois et la troisième République française agissant en tant que « protectrice » du Cambodge.
En fait, le but du colonisateur, en mettant en place ces limites qui introduisaient une notion jusque-là inconnue, était essentiellement de limiter les déplacements d’abord des brigands et autres rebelles qui sévissaient dans les zones frontalières, ensuite des bonzes dont les relations suivies avec leurs collègues siamois inquiétaient les autorités du protectorat.
Néanmoins, lorsque dans ses thèses de 1964 et 1966, le juriste cambodgien Sarin Chhak remet en doute la légalité de ces délimitations au prétexte qu’elles n’ont été librement acceptées ni par le royaume khmer ni par ses voisins, il ne fait que traduire un sentiment encore partagé par la plupart de ses compatriotes et au-delà. Il s’avère toutefois difficile de revenir sur ces tracés, le problème soulevé étant partagé par la plupart des nations qui ont eu à pâtir des affres de la colonisation et aucun des organismes internationaux auxquels a adhéré le pays (Organisation des Nations unies, Mouvement des non-alignés, Association des nations de l'Asie du Sud-Est…) n’est prêt à encourager ce qui pourrait constituer un dangereux précédent.
Les dirigeants cambodgiens successifs, ainsi d’ailleurs que leurs homologues thaïlandais, doivent de fait adopter une attitude équivoque, tolérant les frontières actuelles pour ne pas apparaître comme des va-t-en-guerre vis-à-vis de la communauté internationale, mais de manière pas trop ostentatoire afin de ne pas froisser leurs opinions publiques peu disposées à accepter d’entériner définitivement la perte de territoires pourtant effective depuis plus d’un siècle. Leur opposition ne se prive d’ailleurs pas de raviver régulièrement le litige par des discours nationalistes dans lesquels ils accusent leurs gouvernement respectifs de brader leur pays, quitte à engendrer une crise. Deux exemples récents sont d’ailleurs significatifs de cet état de fait. Le premier découle de l’enregistrement en 2008 par le Cambodge du temple de Preah Vihear au patrimoine mondial, ce qui va déboucher sur une crise en Thaïlande qui conduira le premier ministre Samak Sundaravej à démissionner après, en approuvant l’inscription, avoir été accusé par son opposition de consommer la perte de ce territoire contesté par Bangkok. Le deuxième cas concerne l’arrachage, le 25 octobre 2009, d’une borne frontière provisoire dans la province de Svay Rieng, par Sam Rainsy, principal opposant au régime de Phnom Penh,  qui entendait officiellement protester « contre les empiétements vietnamiens en territoire cambodgien », plus officieusement contre le programme de délimitation de la frontière entre les deux pays qui signifiait définitivement la perte du delta du Mékong par le royaume khmer que beaucoup de Cambodgiens ne sont toujours pas prêts à accepter.

## Liste
| Pays frontalier | Longueur (km) | Provinces concernées                                                                         |
| --------------- | ------------- | -------------------------------------------------------------------------------------------- |
| Laos            | +541,         | Preah Vihear, Stoeng Treng, Rotanah Kiri                                                     |
| Thaïlande       | +803,         | Kaoh Kong, Pouthisat, Battambang, Pailin, Banteay Mean Chey, Otdar Mean Cheay                |
| Viêt Nam        | +1 228,       | Rotanah Kiri, Mondol Kiri, Kratie, Tbong Khmum, Prey Veng, Svay Rieng, Kandal, Takeo, Kampot |